# تاي دنيس
تاي دنيس (بالإنجليزية: Ty Dennis)‏ هو طبال أمريكي، ولد في 19 يناير 1971 في مقاطعة أورانج في الولايات المتحدة.